# Marcel Dupré

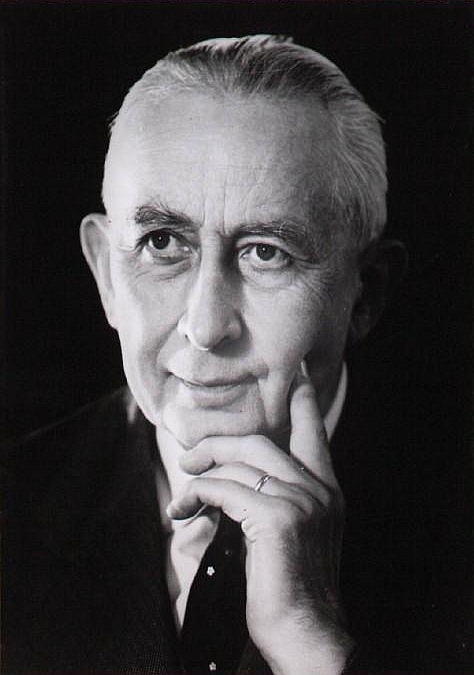
Marcel Dupré.

Marcel Jean-Jules Dupré (* 3. Mai 1886 in Rouen; † 30. Mai 1971 in Meudon) war ein französischer Organist, Komponist, Musikpädagoge, Musikschriftsteller und Herausgeber. Er genoss als Interpret, Improvisator und Pädagoge weltweites Ansehen.

## Leben

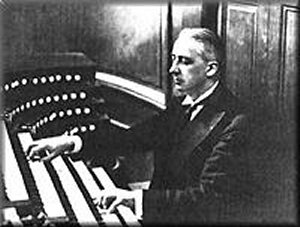
Offizielles Portraitfoto an der Orgel von Saint-Sulpice in Paris kurz nach Antritt seines neuen Amtes im Januar 1934

Marcel Dupré wurde in Rouen als Sohn von Albert Dupré (1860–1940) und Marie-Alice Chauvière geboren. Der Vater, Schüler von Alexandre Guilmant, war Musiklehrer am Lycée Corneille und Organist an der Kirche St-Ouen de Rouen. Die Mutter war Pianistin und als solche Schülerin von Aloys Klein. 1893 erhielt Marcel Dupré den ersten Musikunterricht von seinem Vater. Drei Monate später spielte er zum ersten Mal öffentlich bei einer Hochzeit in Elbeuf die Orgel. 1896 wurde Louis Vierne in Saint-Valéry-en-Caux Zeuge seines Orgelspiels. 1898 wurde er Organist an der Kirche St-Vivien in Rouen.
1902 begann Dupré sein Studium am Pariser Konservatorium, wo er zunächst unter anderem Klavier bei Louis Diémer, später auch Orgel bei Alexandre Guilmant und Komposition bei Charles-Marie Widor studierte. 1906 wurde er von Widor zu seinem Stellvertreter an St. Sulpice ernannt.  1914 gewann er den Grand Prix de Rome mit seiner Kantate Psyché. 1916 bis 1920 vertrat er Louis Vierne an der Orgel der Kathedrale Notre Dame de Paris. Im Jahre 1920 führte er im Pariser Konservatorium in zehn Konzerten sämtliche Orgelwerke von Johann Sebastian Bach auswendig auf; ein Jahr später wiederholte er diese Konzertreihe, ebenfalls auswendig, im Palais du Trocadéro.
Von 1926 bis 1954 leitete Dupré die Orgelklasse am Pariser Konservatorium, wo er zahlreiche Studenten unterrichtete. 1934 wurde er Widors Nachfolger als Organist an der großen Cavaillé-Coll-Orgel von Saint-Sulpice in Paris. Von 1947 bis 1954 leitete Dupré das Amerikanische Konservatorium in Fontainebleau und (von 1954 bis 1956, als Nachfolger von Claude Delvincourt) das Pariser Konservatorium. 1956 wurde er als Nachfolger von Marcel Samuel-Rousseau Mitglied der Académie des Beaux-Arts.
Am 30. Mai 1971 spielte Dupré seine letzte Messe in St. Sulpice. Am Nachmittag desselben Tages verstarb er friedlich um 17.50 Uhr in seinem Haus in Meudon.
Marcel Dupré wurde auf dem Cimetière des Longs–Réages in Meudon beigesetzt (Abtl. D/0814).

## Konzertreisen

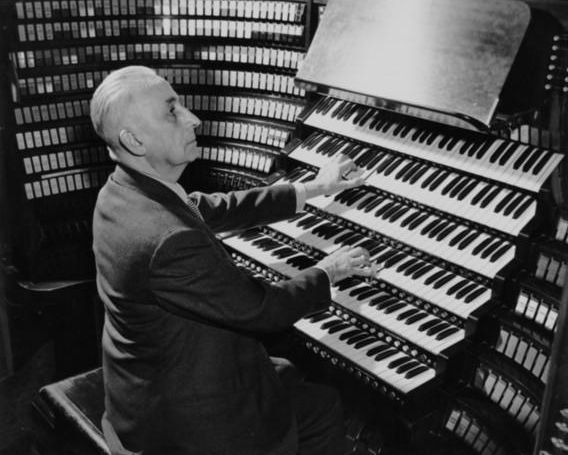
Dupré an der Wanamaker-Orgel

- 1921: 18 Konzerte in den Vereinigten Staaten, darunter an der Orgel des Wanamaker Department Store in Philadelphia.
- Weitere Reisen in die Vereinigten Staaten 1923, 1924, 1929, 1933, 1937, 1958.
- 1939: Weltreise nach Australien (25 Konzerte) und Amerika (60 Konzerte).[4]

## Werk

### Kompositionen
Duprés Gesamtwerk umfasst rund einhundert Werke für Klavier, Orgel, Orchester, Chor und Kammermusik, wobei einige Jugendwerke bisher nicht veröffentlicht wurden. Sein kompositorischer Schwerpunkt war jedoch die Orgel. Einige seiner Orgelwerke waren ursprünglich Improvisationen, die Dupré später in Kompositionen umarbeitete, wie etwa op. 18 (15 Versets), op. 23 (Symphonie-Passion), op. 29 (Le Chemin de la croix) und op. 57 (Choral et Fugue).

#### Orgel solo
- Elévation op. 2 (1912)
- Trois Préludes et Fugues op. 7 (1912) (Prélude et fugue en si majeur, Prélude et Fugue sol mineur)
- Scherzo op. 16 (1919)
- 15 Versets pour les Vêpres du Commun des Fêtes de la Sainte Vierge op. 18 (1919)
- Cortège et Litanie op. 19 Nr. 2 (Bearbeitung der Klavierfassung, 1921)
- Variations sur un Noël op. 20 (1922)
- Suite Bretonne op. 21 (1923)
- Symphonie-Passion op. 23 (1924)
- Lamento op. 24 (1926)
- Deuxième Symphonie op. 26 (1929)
- Sept Pièces op. 27 (1931)
- Seventy-Nine  Chorales op. 28 (1931)
- Le Chemin de la croix op. 29 (1931)
- Trois Élevations op. 32 (1935)
- Angélus op. 34 Nr. 1 (1936)
- Trois Préludes et Fugues op. 36 (1938)
- Évocation op. 37 (1941)
- Le Tombeau de Titelouze op. 38 (1942)
- Suite op. 39 (1944)
- Offrande à la Vierge op. 40 (1944)
- Trois Esquisses op. 41 (1945)
- Paraphrase on the Te Deum  op. 43 (1945)
- Vision op. 44 (1947)
- Eight Short Gregorian Preludes  op. 45 (1948)
- Épithalame ohne op. (1948)
- Miserere Mei op. 46 (1948)
- Psaume XVIII op. 47 (1949)
- Six Antiennes pour le Temps de Noël op. 48 (1952)
- Vingt-Quatre Inventions op. 50 (1956)
- Triptyque op. 51 (1957)
- Nymphéas op. 54 (1959)
- Annonciation op. 56 (1961)
- Choral et Fugue op. 57 (1962)
- Trois Hymnes op. 58 (1963)
- Two Chorales op. 59 (1963)
- In Memoriam op. 61 (1965)
- Méditation ohne op. (1966)
- Entrée, Canzona et Sortie op. 62 (1967)
- Quatre Fugues Modales op. 63 (1968)
- Regina Coeli op. 64 (1969)
- Vitrail op. 65 (1969)
- Offertoire: Variations sur „Il est né, le divin enfant“
- Variations sur „Adeste fideles“ (rekonstruierte Improvisation, die Dupré auf einer Welte-Philharmonie-Orgel mit Lochstreifenaufzeichnung gespielt hat)

#### Orgel mit anderen Instrumenten
- Cortège et Litanie op. 19 für Orgel und Orchester (Bearbeitung der Klavierfassung, 1921)
- Symphonie g-Moll op. 25 für Orgel und Orchester (1927)
- Ballade op. 30 für Orgel und Klavier (1932)
- Concerto e-Moll op. 31 für Orgel und Orchester (1934)
- Poème héroïque op. 33 für Orgel, 3 Trompeten, 3 Posaunen und Perkussion (1935)
- Variations sur deux thèmes op. 35 für Orgel und Klavier (1937)
- Sinfonia op. 42 für Orgel und Klavier (1946)
- Quartett op. 52 für Violine, Viola, Cello und Orgel (1958)
- Trio op. 55 für Violine, Cello und Orgel (1960)
- Sonate a-Moll op. 60 für Cello und Orgel (1964)

#### Chormusik
- Les Normands op. 1 für Chor und Orchester (1911)
- Psyché op. 4 für Singstimmen und Orchester (1914)
- Quatre Motets op. 9 für Singstimmen und zwei Orgeln (1916)
- De Profundis op. 17 für Soli, Chor, Orgel und Orchester (1917)
- Ave Verum op. 34 Nr. 2 für Singstimmen und Streicher (1936)
- La France au Calvaire op. 49 für Soli, Chor, Orgel und Orchester (1953)
- Deux Motets op. 53 für Sopran und Chor (1958)

#### Klavier solo
- Six Préludes op. 12 (1916)
- Marche militaire op. 14 (1915)
- Quatre Pièces op. 19 (1921)
- Variations cis-Moll op. 22 (1924)

#### Kammermusik
- Sonate g-Moll op. 5 für Violine und Klavier (1909)
- Quatre Mélodies op. 6 für Singstimme und Klavier (1913)
- Deux Pièces op. 10 für Klarinette und Klavier (1917)
- À l'amie perdue op. 11 für Singstimme und Klavier (1911)
- Deux Pièces op. 13 für Cello und Klavier (1916)

#### Sonstige Werke
- Élevation op. 2 für Harmonium (1913)
- Fantaisie h-Moll op. 8 für Klavier und Orchester (1912)
- Marche militaire op. 14 für Orchester (Bearbeitung der Klavierfassung, 1915)
- Orientale op. 15 für Orchester (1916)

### Lehrwerke und Editionen / Bearbeitungen
Neben seinen Veröffentlichungen als Komponist und Autor von Lehrwerken über Orgelspiel, Musiktheorie (Kontrapunkt und Fuge) und Improvisation trat er als Herausgeber und Bearbeiter der Orgelwerke von Johann Sebastian Bach, César Franck, Alexander Glasunow, Georg Friedrich Händel, Franz Liszt, Felix Mendelssohn Bartholdy, Wolfgang Amadeus Mozart, Robert Schumann und einer Anthologie mit Einzelstücken alter Meister hervor.
Diese Ausgaben, die im Pariser Verlag S. Bornemann erschienen sind, zeichnen sich durch genaueste Bezeichnung mit Finger- und Fußsätzen aus. Sie waren ursprünglich, besonders die Bach-Ausgabe, für die eigene Praxis konzipiert. Dupré spielte das Gesamtwerk Bachs auswendig in Konzerten. Daher die genaue Bezeichnung des Textes. Dazu kommt, dass – im Gegensatz zur heutigen, auf historischer Praxis beruhenden Auffassung – für Dupré das strenge Legato die durchgängige Artikulationsart beim Spiel der Bachschen Orgelwerke war. Dies erklärt die vielen Substitutionsfingersätze (für die stummen Fingerwechsel auf einer Taste), die die Ausführung des Legatospiels gewährleisten sollen.

### Tondokumente
Dupré hat im Laufe seiner Laufbahn eine große Anzahl von Tondokumenten für Schallplatte eingespielt. Neben Interpretationen seiner eigenen Werke spielte er Werke von Komponisten wie Johann Sebastian Bach, Louis-Nicolas Clérambault, François Couperin, César Franck, Girolamo Frescobaldi, Georg Friedrich Händel, Felix Mendelsohn Bartholdy, Olivier Messiaen, Wolfgang Amadeus Mozart, Johann Pachelbel, Camille Saint-Saëns, Samuel Scheidt und Charles Marie Widor ein.

„Dupré verabscheute es, Schallplatten einzuspielen. Schon in früheren Jahren und selbst nach der Einführung der Magnettonbandtechnik, die immerhin einige Erleichterungen durch die Schnittmöglichkeiten bot, hat er es nie gerne getan. [...] Ganz besonders haßte er es, Abschnitte wiederholen zu müssen.“

## Auszeichnungen
- 1923: Ritter der Ehrenlegion
- 1930: Mitglied der Académie de Rouen
- 1935: Offizier der Ehrenlegion
- 1937: Ehrendoktor der Musik des Baldwin-Wallace-Konservatoriums
- 1948: Kommandeur der Ehrenlegion
- 1953: Ehrendoktor der Päpstlichen Universität Gregoriana
- 1956: Mitglied der Académie des Beaux-Arts
- 1956: Assoziiertes Mitglied der Académie royale des Sciences, des Lettres et des Beaux-Arts de Belgique[7]
- 1957: Kommandeur des Ordre des Arts et des Lettres

## Schüler von Marcel Dupré

### Schüler aus Frankreich
Jehan Alain, Marie-Claire Alain, Suzanne Chaisemartin, Michel Chapuis, Pierre Cochereau,  Jeanne Demessieux, Marie-Madeleine Duruflé, Rolande Falcinelli, André Fleury,
Marie-Louise Girod, Jean-Jacques Grunenwald, Jean Guillou, Pierre Labric, Jean Langlais, Marcel Lanquetuit, Gaston Litaize,  Olivier Messiaen, Odile Pierre, Henriette Puig-Roget.

### Schüler aus Deutschland
Jan Janca, Wilhelm Kümpel, Viktor Lukas, Michael Schneider, Elisabeth Wangelin-Buschmann.

## Orgel von Marcel Dupré in Meudon

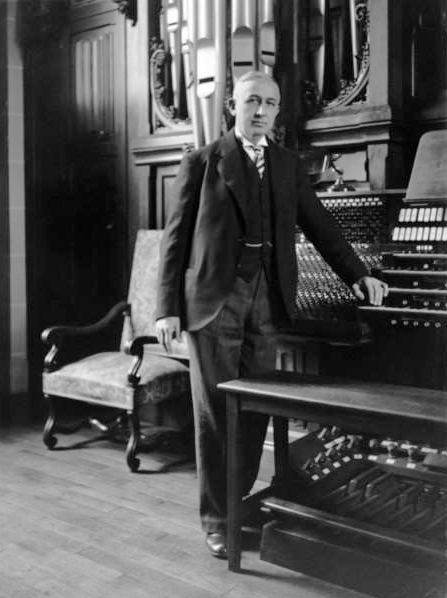
Marcel Dupré vor seiner Orgel in seinem Wohnhaus in Meudon

Im Musiksaal des ehemaligen Wohnhauses in Meudon, 40 boulevard Anatole France, das Dupré von 1925 bis 1971 bewohnte, steht seine Salon-Orgel. Das Instrument wurde von Aristide Cavaillé-Coll für Duprés Lehrer Alexandre Guilmant geplant und nach der Geschäftsübergabe 1898 von seinem Nachfolger Charles Mutin erbaut und 1899 in Guilmants Villa in Meudon aufgestellt. Die Orgel hatte zunächst 28 Register auf drei Manualen und Pedal mit mechanischen Trakturen. 1926 erwarb Dupré das Instrument und ließ es in seiner Wohnung von Mutin aufstellen. Im Jahre 1934 ließ er das Instrument elektrifizieren und nach seinen Vorgaben durch Joseph Beuchet (Nachfolger von Mutin und Cavaillé-Coll) erweitern: es wurden ein viertes Manualwerk (Solo) mit sechs Registern, sowie zahlreiche Koppeln und Kombinationen hinzugefügt. Außerdem wurde – dies ist eine Besonderheit des Instrumentes – der Manualumfang von zunächst 61 Tasten (C–c4) um eine Oktave erweitert, sodass jedes Manual nun 6 Oktaven (C–c5) umfasst. Das Instrument hat 34 Register (ca. 2.200 Pfeifen) auf vier Manualwerken und Pedal. Das Instrument steht heute unter Denkmalschutz. Der Klang der Orgel wurde durch Rolande Falcinelli auf drei Langspielplatten mit Werken von Marcel Dupré dokumentiert.
| I Grand Orgue C–c5 |                  |     |
| 1.                 | Bourdon          | 16′ |
| 2.                 | Montre           | 08′ |
| 3.                 | Flûte harmonique | 08′ |
| 4.                 | Salicional       | 08′ |
| 5.                 | Prestant         | 04′ |

| II Positif expressif C–c5 |                  |        |
| 6.                        | Quintaton        | 16′    |
| 7.                        | Cor de nuit      | 08′    |
| 8.                        | Principal        | 08′    |
| 9.                        | Flute douce      | 04′    |
| 10.                       | Nasard           | 2 ⁄3’  |
| 11.                       | Quarte de Nasard | 02′    |
| 12.                       | Tierce           | 1 3⁄5’ |
| 13.                       | Clarinette       | 08′    |
|                           | Trémolo          |        |

| III Récit expressif C–c5 |                  |     |
| 14.                      | Diapason         | 08′ |
| 15.                      | Dulciane         | 08′ |
| 16.                      | Flûte harmonique | 08′ |
| 17.                      | Voix céleste     | 08′ |
| 18.                      | Flûte octaviante | 04′ |
| 19.                      | Doublette        | 02′ |
| 20.                      | Plein jeu III    |     |
| 21.                      | Hautbois         | 08′ |
| 22.                      | Trompette        | 08′ |
|                          | Trémolo          |     |

| IV Solo expr. C–c5 |              |     |
| 23.                | Flûte        | 08′ |
| 24.                | Gambe        | 08′ |
| 25.                | Voix céleste | 08′ |
| 26.                | Basson       | 16′ |
| 27.                | Hautbois     | 08′ |
| 28.                | Clarinette   | 08′ |
|                    | Trémolo      |     |

| Pédale C–g1 |             |     |
| 29.         | Contrebasse | 16′ |
| 30.         | Soubasse    | 16′ |
| 31.         | Bourdon     | 08′ |
| 32.         | Flûte       | 08′ |
| 33.         | Violoncelle | 08′ |
| 34.         | Bombarde    | 16′ |

- Koppeln
  - Normalkoppeln: II/I, III/I, IV/I, III/II, IV/II, I/P, II/P, III/P, IV/P
  - Suboktavkoppeln: II/I, III/I, IV/I, III/II, IV/II
  - Superoktavkoppeln: II/I, III/I, IV/I, III/II, IV/II, I/P, II/P, III/P, IV/P
- Spielhilfen: Feste Kombinationen für die einzelnen Werke und für das gesamte Instrument; freie Kombinationen, Registercrescendo, Sostenuto (Tastenfessel) in allen Manualen, Coupure (Pedalteilung)